# 김민오
김민오(한국 한자: 金敏吾, 1983년 5월 8일 ~ )는 대한민국의 전직 축구 선수이다. 현역 시절 포지션은 미드필더였다.